# Calament
Taxons concernés
Parmi la famille des Lamiaceae :
- Genres :
  - Acinos
  - Calamintha
  - Clinopodium
  - Ziziphoramodifier

Calament est un nom vernaculaire qui désigne couramment une dizaine d'espèces de plantes vivaces de la famille des Lamiacées, proches de la menthe. D'ailleurs ce terme est issu du bas latin Calamintha, lui-même dérivé du grec καλάμινθος, kaláminthos, qui désigne une sorte de menthe, qui est aujourd'hui le nom d'un genre de calament. Les calaments sont originaires d'Europe et d'Asie occidentale (plus précisément d'Iran et d'Europe centrale) où ils poussent dans des bois et rocailles incultes. Le plus souvent toutefois, en disant « calament » les francophones font référence au Calament officinal (Clinopodium menthifolium) ou  calament des montagnes qui pouvait être un des multiples constituants de la thériaque de la pharmacopée maritime occidentale au XVIIIe siècle .

## Physiologie, comportement et écologie
Les caractéristiques générales des calaments sont celles des Lamiacées, avec des nuances pour chaque espèce : voir les articles détaillés pour plus d'informations sur leur description ou leur mode de vie.

### Caractéristiques communes
Ce sont des plantes des bois et rocailles incultes, proches de la menthe, dont on utilise les tiges, feuilles et fleurs. 
Les calaments appartiennent, en fait, aux genres Acinos, Calamintha. De récentes recherches proposent de regrouper ces genres au sein du genre Clinopodium. D'autres espèces ont fait partie du genre Ziziphora.

## Noms français et noms scientifiques correspondants
Liste alphabétique de noms vulgaires ou de noms vernaculaires attestés en français.

Note : certaines espèces ont plusieurs noms et figurent donc plusieurs fois dans cette liste. Les classifications évoluant encore, certains noms scientifiques ont peut-être un autre synonyme valide. 
- Calaments - historiquement le genre Calamintha[6]
- Calament - l'espèce Clinopodium menthifolium[6],[7], l'espèce Clinopodium nepeta[8],[9] et la sous-espèce Clinopodium vulgare subsp. arundanum[10].
- Calament à feuilles de menthe - Clinopodium nepeta subsp. sylvaticum[11]
- Calament à grandes fleurs - Clinopodium grandiflorum[6],[11],[10]
- Calament acinos - Clinopodium acinos[11],[10],[9],[7]
- Calament ascendent - Clinopodium nepeta subsp. ascendens[11], syn de Clinopodium menthifolium subsp. ascendens[12].
- Calament clinopode - Clinopodium vulgare subsp. vulgare[7]
- Calament d'Arkansas - Clinopodium arkansanum[7]
- Calament de Conill - Clinopodium nepeta nothosubsp. conillii[11]
- Calament de Corse - Clinopodium corsicum[10]
- Calament de montagne - Clinopodium menthifolium[6] ou au Canada Calamintha officinalis[9], syn. de Clinopodium nepeta
- Calament des Alpes - Clinopodium alpinum[11],[10]
- Calament des Pyrénées - Clinopodium alpinum subsp. pyrenaeum[10]
- Calament des bois - Clinopodium nepeta subsp. sylvaticum[11] et au Canada Clinopodium menthifolium[7] ou Clinopodium menthifolium subsp. menthifolium[7]
- Calament des champs - Clinopodium acinos[10]
- Calament du Midi - Clinopodium alpinum subsp. meridionale[10]
- Calament faux népéta - Clinopodium nepeta[6]
- Calament glabre - Clinopodium glabellum[7]
- Calament glanduleux - Clinopodium nepeta[6],[11]
- Calament mixte - Clinopodium × mixtum[11]
- Calament nepeta - Clinopodium nepeta[6]
- Calament officinal - Clinopodium menthifolium[6]
- Calament velu - Clinopodium acinos subsp. acinos[10]
- Petit calament - Clinopodium nepeta[6]